# Hallesche Beiträge zur Orientwissenschaft
Die Zeitschrift Hallesche Beiträge zur Orientwissenschaft ist eine unregelmäßig erscheinende Schriftenreihe zur Orientalistik. Sie wird von der Martin-Luther-Universität Halle-Wittenberg verlegt. Herausgeber sind Markus Mode und Jürgen Tubach. Sie wurde 1979 von den damaligen Herausgebern Burchard Brentjes, Manfred Fleischhammer und Peter Nagel begründet.